# Hans Dersch
Hans F. Dersch (Alexandria (Estados Unidos), 25 de diciembre de 1967) es un nadador olímpico retirado especialista en estilo braza. Fue olímpico en los Juegos Olímpicos de Barcelona de 1992 donde consiguió la medalla de oro en la prueba de 4x100 metros estilos tras participar durante las series eliminatorias.

En 1991, durante los Juegos Panamericanos de 1991 ganó la medalla de oro en la prueba de 100 metros braza y en el relevo de 4x100 metros estilos.

## Palmarés internacional
| Juegos Olímpicos     | Juegos Olímpicos    | Juegos Olímpicos | Juegos Olímpicos |
| Año                  | Lugar               | Medalla          | Prueba           |
| -------------------- | ------------------- | ---------------- | ---------------- |
| 1992                 | Barcelona ( España) | Medalla de oro   | 4x100 m estilos  |
| Juegos Panamericanos |                     |                  |                  |
| 1991                 | La Habana ( Cuba)   | Medalla de oro   | 4x100 m estilos  |
| 1991                 | La Habana ( Cuba)   | Medalla de oro   | 100 m braza      |